# 真間

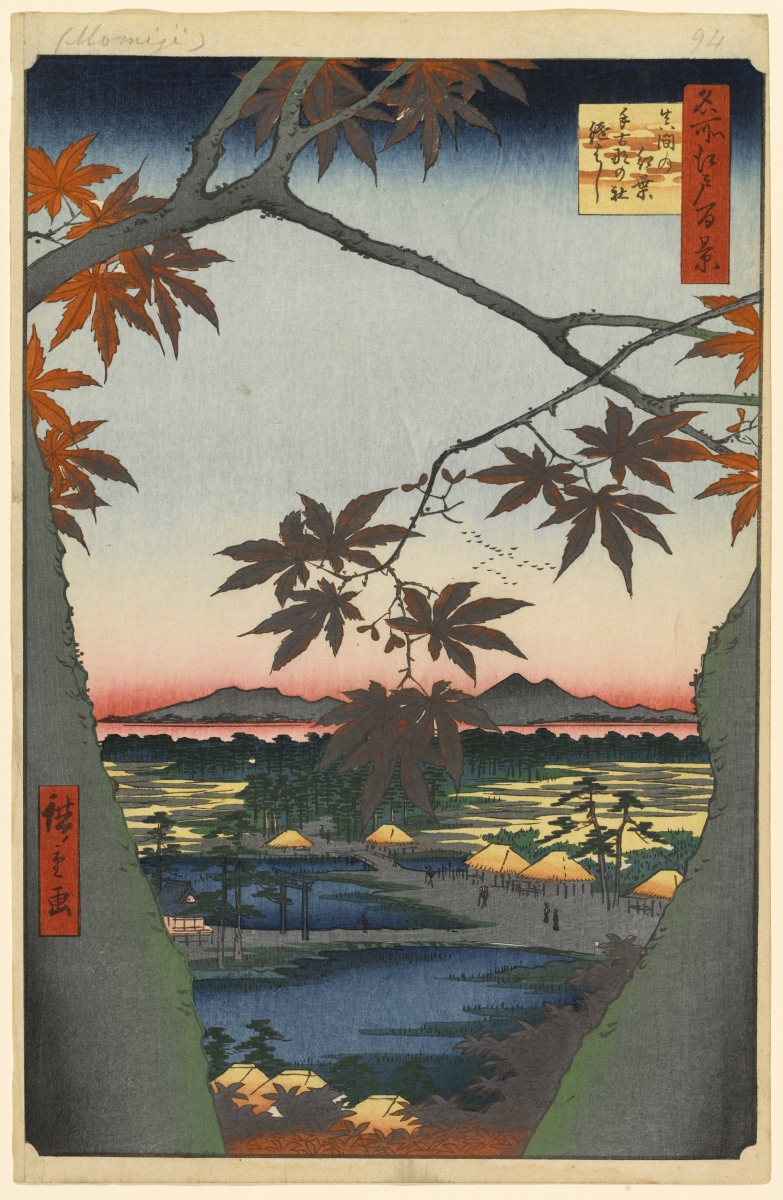
歌川広重『名所江戸百景』「真間の紅葉手古那の社継はし」（真間の継橋）

真間（まま、英語: Mama）は、千葉県市川市の町名。現行行政地名は真間一丁目から真間五丁目。郵便番号は272-0826。1889年（明治22年）以前の東葛飾郡真間村と同一の区域である。

## 地理
市川市北部に位置し、国府台から連なる北部の台地と南部の低地からなる住宅地である。東は菅野・須和田、西は国府台、南は市川・新田、北は国分と接している。
古くは、真間の入り江といって、この低地部分まで海が入り組んできていた。この入り江の跡に、現在、真間地区を東西に貫いて真間川が流れている。北部の台地と南部の低地との境にある照葉樹林は、矢切（松戸市）、国府台からつながっており、低地の黒松と並んで市川の象徴的な存在となっている。また、大正年間には黒松の自然林を生かした邸宅街が開発された。また、町域の南に京成電鉄本線が通る。一丁目に京成電鉄本線市川真間駅、二丁目に市川真間郵便局、四丁目に市立真間小学校、手児奈霊堂、真間山弘法寺、亀井院がある。

### 地価
住宅地の地価は、2014年（平成26年）1月1日の公示地価によれば、真間2-2-2の地点で29万8000円/m2となっている。

## 歴史

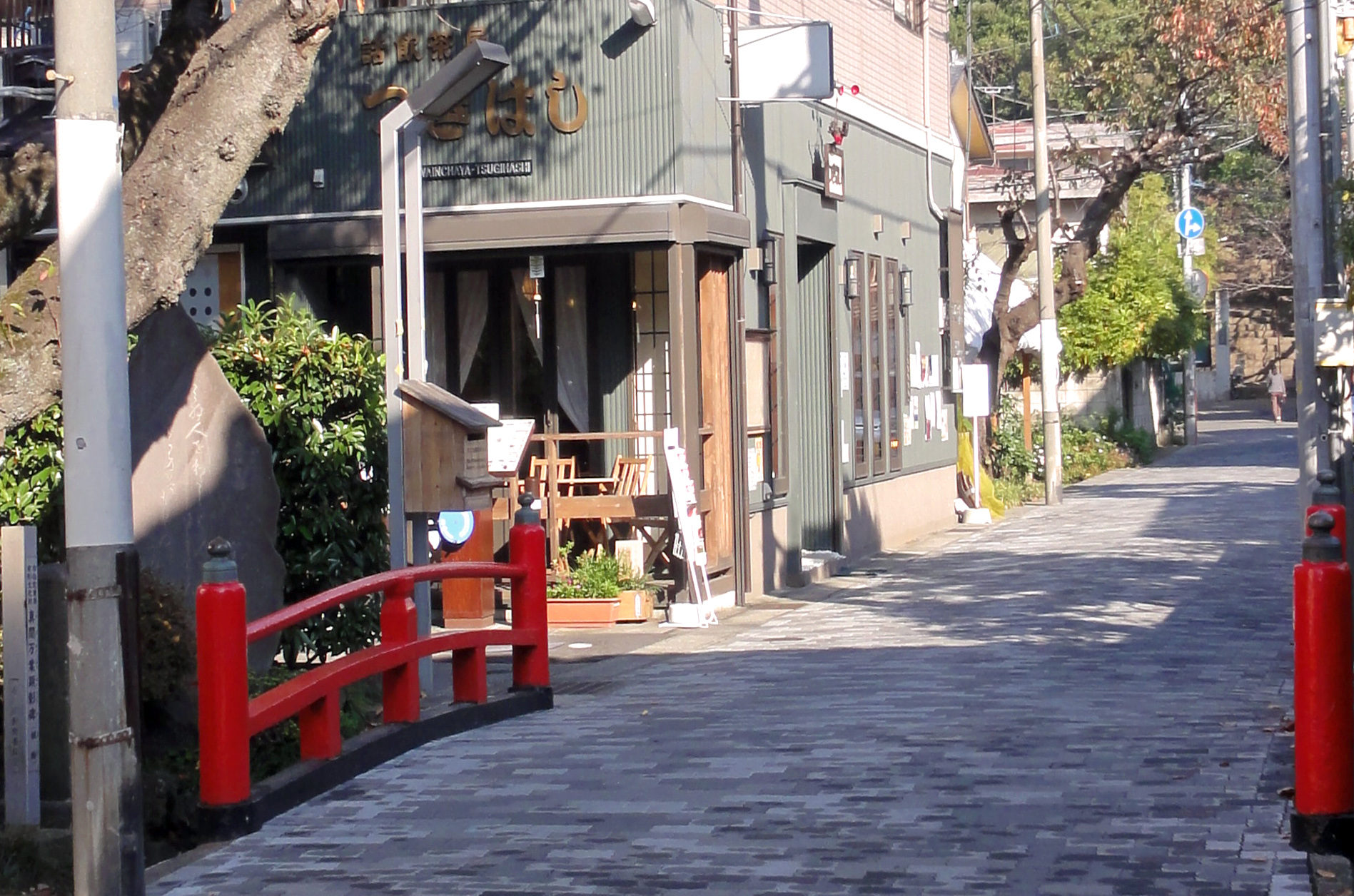
真間の継橋（真間四丁目）

この区域に人が住みはじめた歴史は古く、北部の台地上には、隣接する国府台地区にまたがる大規模な弥生時代の環濠集落の跡が確認されている。また、地域内の真間山弘法寺敷地内には、前方後円墳の弘法寺古墳、円墳の跡と伝えられる真間山古墳が残る。かつては隣接する市川市国府台に下総国国府があり、すぐ近くにまで入江が迫り、砂州の上の松並木が美しい風光明媚な場所であったと伝えられている。
真間の手児奈の伝説は著名だが、その伝説と関連して、江戸時代には上田秋成の読本、雨月物語の中の一編「浅茅が宿」がこの付近を舞台に描かれた。この物語の中に登場する「真間の継橋」は再建されて現在もある。継橋については、この橋を詠んだ和歌が万葉集や勅撰和歌集にいくつかあるほか、近代では北原白秋も短歌を残している。
明治後期からは京橋 (東京都中央区)・日本橋 (東京都中央区)の大店の別荘・隠居所、また関東大震災後は東京市近隣の高級住宅地として発展する。
万葉集に登場するなど、真間の歴史は古く、また文学者にも好まれた土地で、戦後、隣接する菅野及び八幡に居住した永井荷風が、断腸亭日乗や小説「来訪者」、随筆「葛飾土産」の中で真間近辺のことを描いている。さらに戦前郭沫若が当地域の真間の継橋近くに住んだことがある。その後彼は隣接する須和田に居を移したが、この須和田の旧居が真間五丁目に移築され郭沫若記念館として保存されている。1910年代の大正年間には耕地整理が行なわれ、真間山と須和田の間が切り開かれた。1928年（昭和3年）ころには、現在の真間五丁目、亀井院の東側あたりに朝日キネマ市川撮影所が建設され、映画製作が行なわれていた。
1991年（平成3年）には、マンションを建設するため、前述の真間地域の照葉樹林が伐採されそうになったが、市民団体が4万人以上の署名を集め市に要請し、市が買い上げた。また、1999年（平成11年）には、台地上にあった大正時代の官僚政治家木内重四郎別邸跡の開発計画が持ち上がった。この際は、市は買い取りはせずに、開発業者が自主的に斜面林部分を残すこととした。

### 地名の由来
万葉集にはすでに登場し、崖線、土手の崩れ等の意味を持つ上代日本語「ママ」に由来する。

### 沿革
- 1869年（明治2年） - 葛飾県葛飾郡真間村となる。
- 1871年（明治4年） - 廃藩置県、県の統合により印旛県葛飾郡真間村となる。
- 1873年（明治6年） - 県の統合及び、郡の分割により千葉県東葛飾郡真間村となる。
- 1889年（明治22年） - 東葛飾郡市川村、国府台村、市川新田、平田村と合併し、東葛飾郡市川町大字真間となる。
- 1934年（昭和9年）11月3日 - 八幡町、中山町、国分村と合併、市制施行。市川市大字真間となる。
- 1951年（昭和26年）12月1日 - 市内の大字を町に変更。それに伴い、市川市真間町となる。
- 1966年（昭和41年）4月1日 - 住居表示施行。市川市真間一丁目 - 五丁目となる。

## 町名の変遷
町名の変遷は以下の通りである。
| 実施後     | 実施年月日   | 実施前（各町名ともその一部） |
| ---------- | ------------ | ---------------------------- |
| 真間一丁目 | 1966年4月1日 | 真間町三丁目、真間町四丁目   |
| 真間二丁目 | 1966年4月1日 | 真間町二丁目                 |
| 真間三丁目 | 1966年4月1日 | 真間町三丁目                 |
| 真間四丁目 | 1966年4月1日 | 真間町一丁目、根本町         |
| 真間五丁目 | 1966年4月1日 | 真間町一丁目、国分町         |

## 世帯数と人口
2017年（平成29年）9月30日現在の世帯数と人口は以下の通りである。
| 丁目       | 世帯数    | 人口    |
| ---------- | --------- | ------- |
| 真間一丁目 | 1,055世帯 | 1,997人 |
| 真間二丁目 | 963世帯   | 1,759人 |
| 真間三丁目 | 530世帯   | 987人   |
| 真間四丁目 | 600世帯   | 1,170人 |
| 真間五丁目 | 785世帯   | 1,699人 |
| 計         | 3,933世帯 | 7,612人 |

## 小・中学校の学区
市立小・中学校に通う場合、学区は以下の通りとなる。
| 丁目       | 番地    | 小学校             | 中学校             |
| ---------- | ------- | ------------------ | ------------------ |
| 真間一丁目 | 1～5番  | 市川市立菅野小学校 | 市川市立第二中学校 |
| 真間一丁目 | 6～16番 | 市川市立真間小学校 | 市川市立第二中学校 |
| 真間二丁目 | 全域    | 市川市立真間小学校 | 市川市立第二中学校 |
| 真間三丁目 | 1～2番  | 市川市立菅野小学校 | 市川市立第二中学校 |
| 真間三丁目 | 3～14番 | 市川市立真間小学校 | 市川市立第二中学校 |
| 真間四丁目 | 全域    | 市川市立真間小学校 | 市川市立第二中学校 |
| 真間五丁目 | 全域    | 市川市立真間小学校 | 市川市立第二中学校 |

## 交通

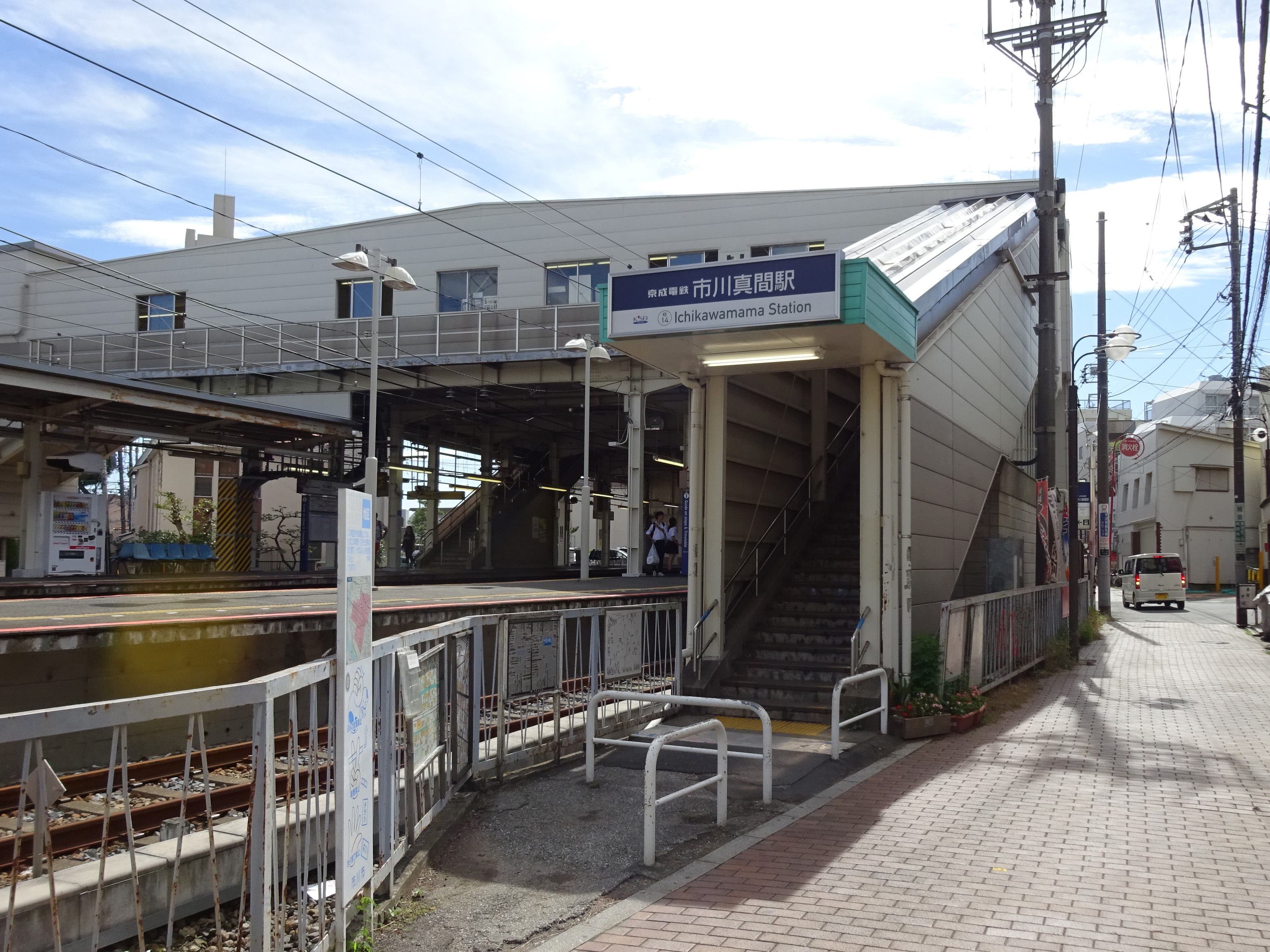
市川真間駅（京成電鉄本線）

- 京成電鉄本線が南側を通り、市川真間駅が置かれる。1914年（大正3年）の開業時の駅名は「市川新田駅」、1916年（大正5年）に現行駅名に改称した。

## 施設
- 市川真間郵便局
- 市川市立真間小学校
- 真間山幼稚園

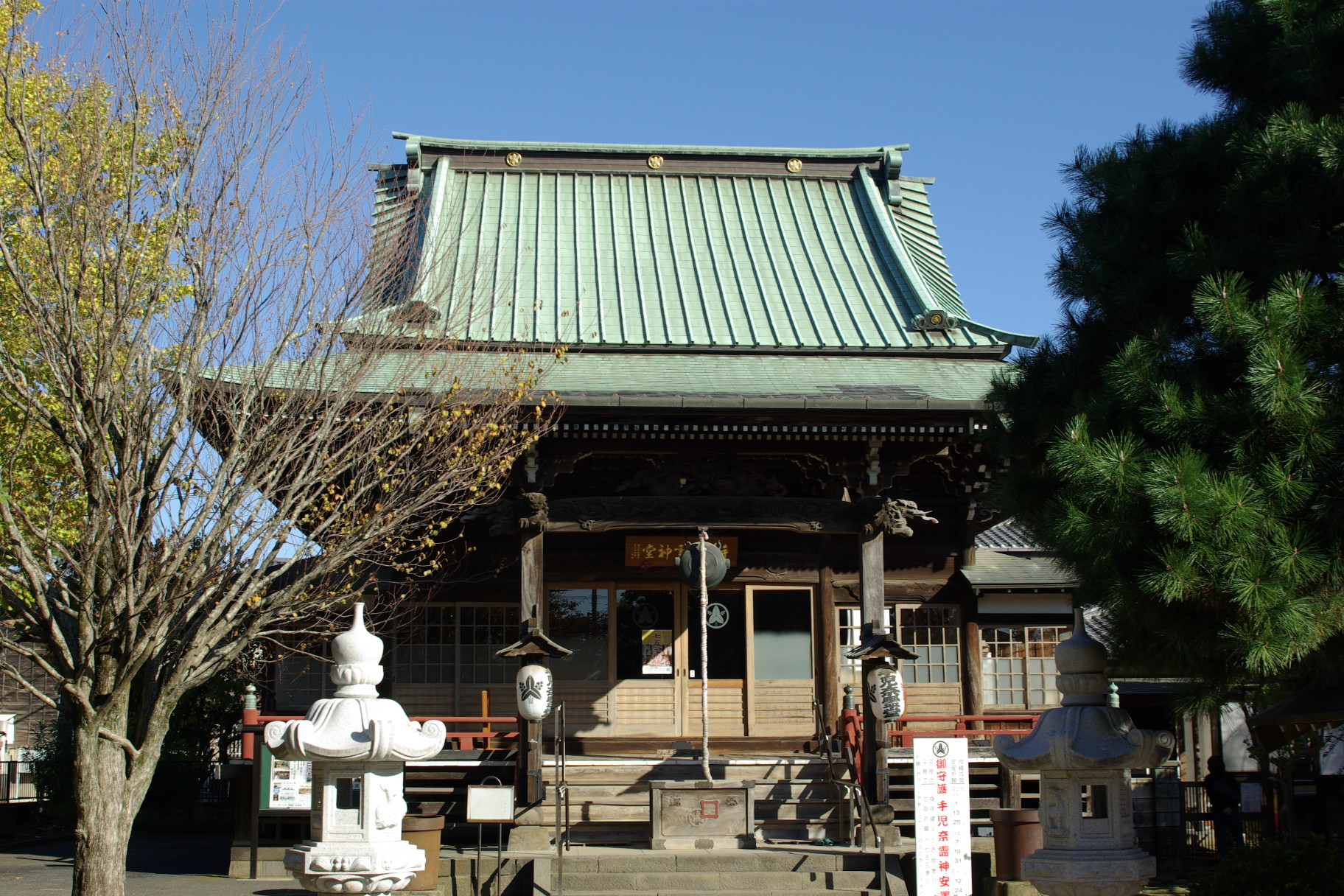
手児奈霊神堂（真間四丁目）

- 市川市郭沫若記念館 - 旧郭沫若邸を移築・復元、2004年9月開設
- 市川市木内ギャラリー - 旧木内重四郎邸、2004年9月開設
- 市川市芳澤ガーデンギャラリー - 芳澤月恵から寄贈、2004年9月開設
- 国府神社
- 真間山弘法寺 - 真間川の入江橋を北に行き、石段を上った台地上にある。ここには、樹齢推定400年の枝垂れ桜の伏姫桜を中心として、桜の花が多く花見の名所として親しまれている。また小林一茶、水原秋桜子、富安風声の句碑も残されている。
- 手児奈霊堂（手児奈霊神堂とも表記） - 真間川の入江橋を北に行った場所にある。
- 亀井院 -  手児奈霊堂の北にあたり、庭には手児奈が水汲みをしたという井戸・真間の井がある。若き日の北原白秋が短期間ではあるが住んだことがある。
- 文学の散歩道
- 手児奈橋 - 万葉歌碑がある。

## ギャラリー

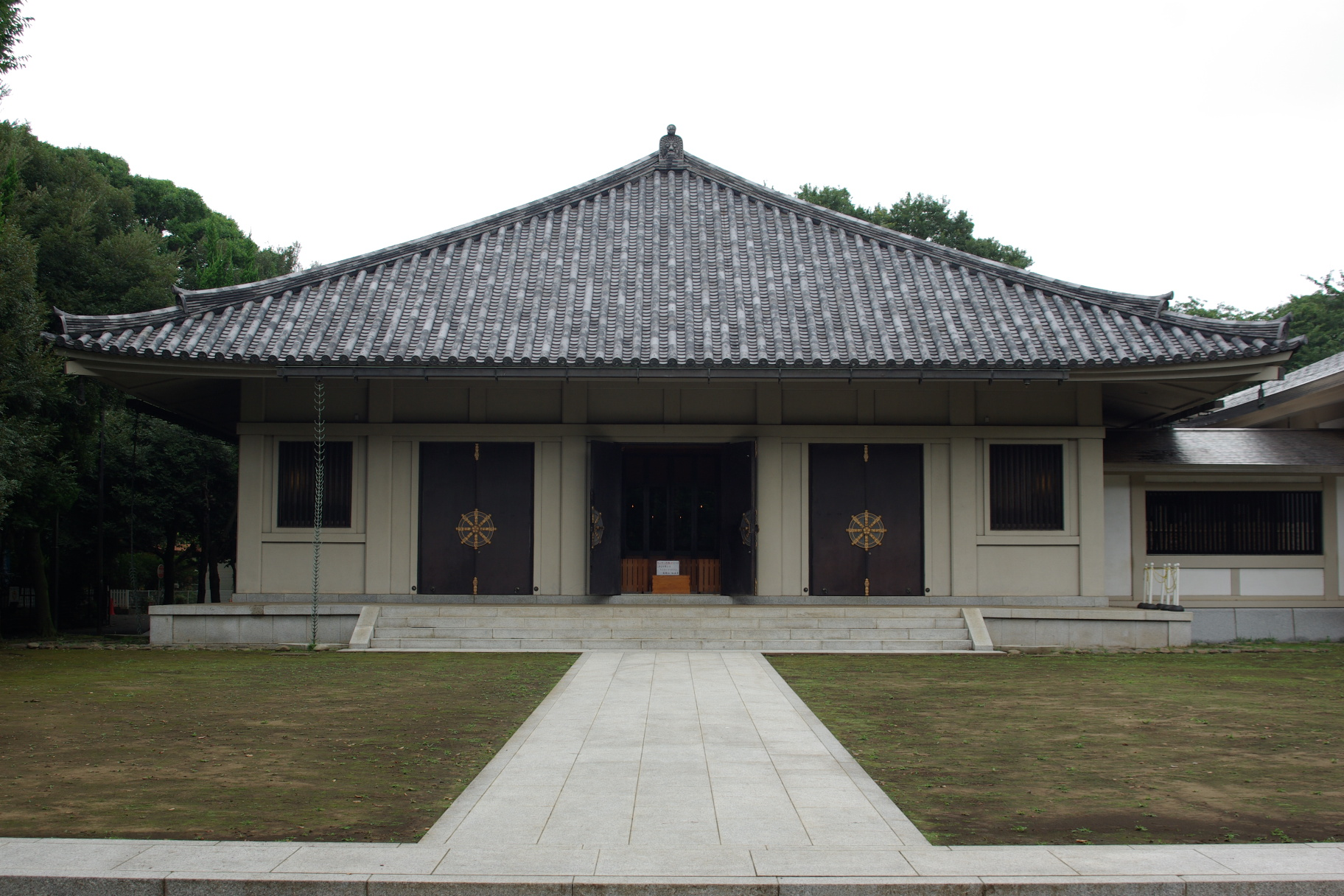
真間山弘法寺本殿（真間四丁目）。
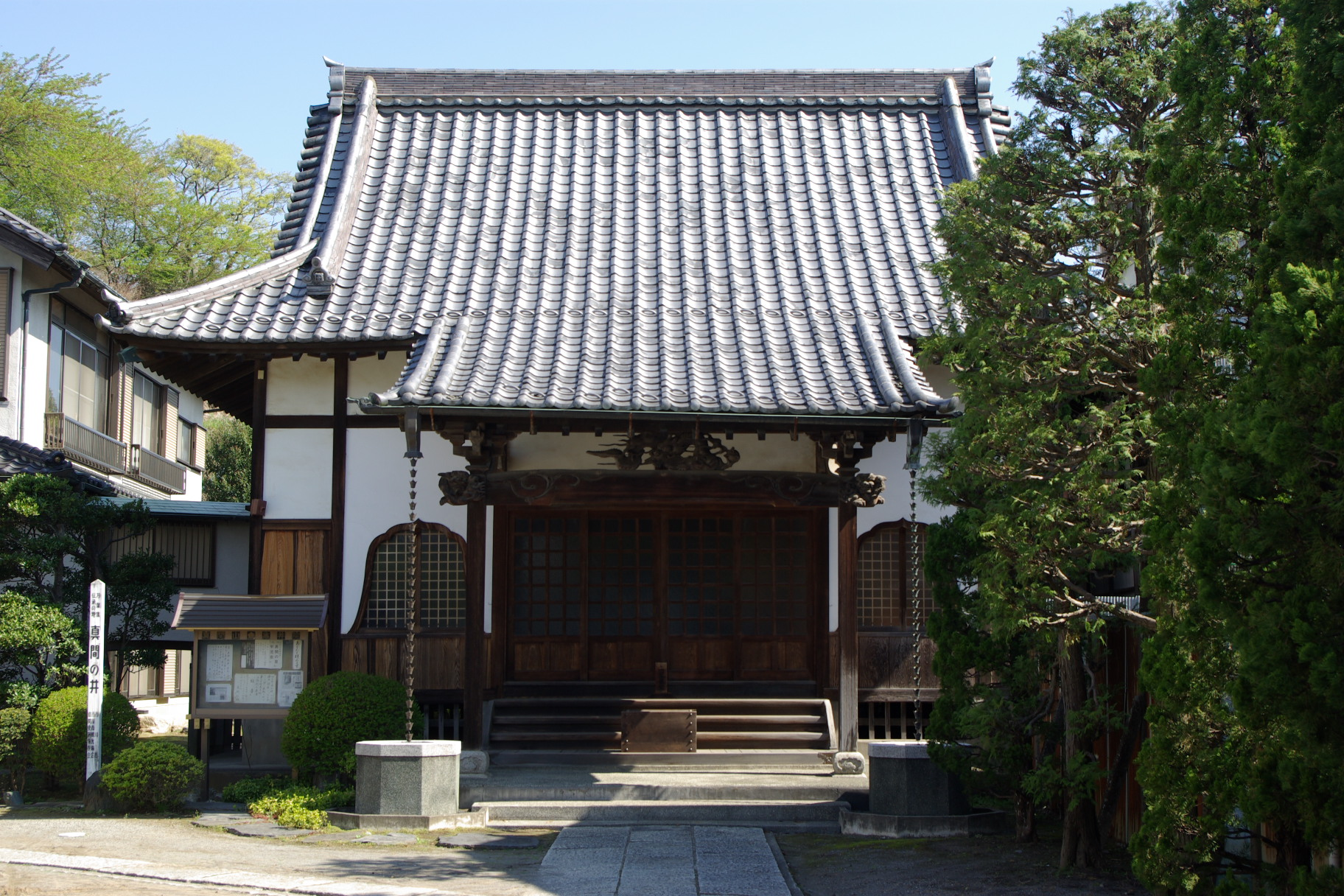
亀井院本堂（真間四丁目）。
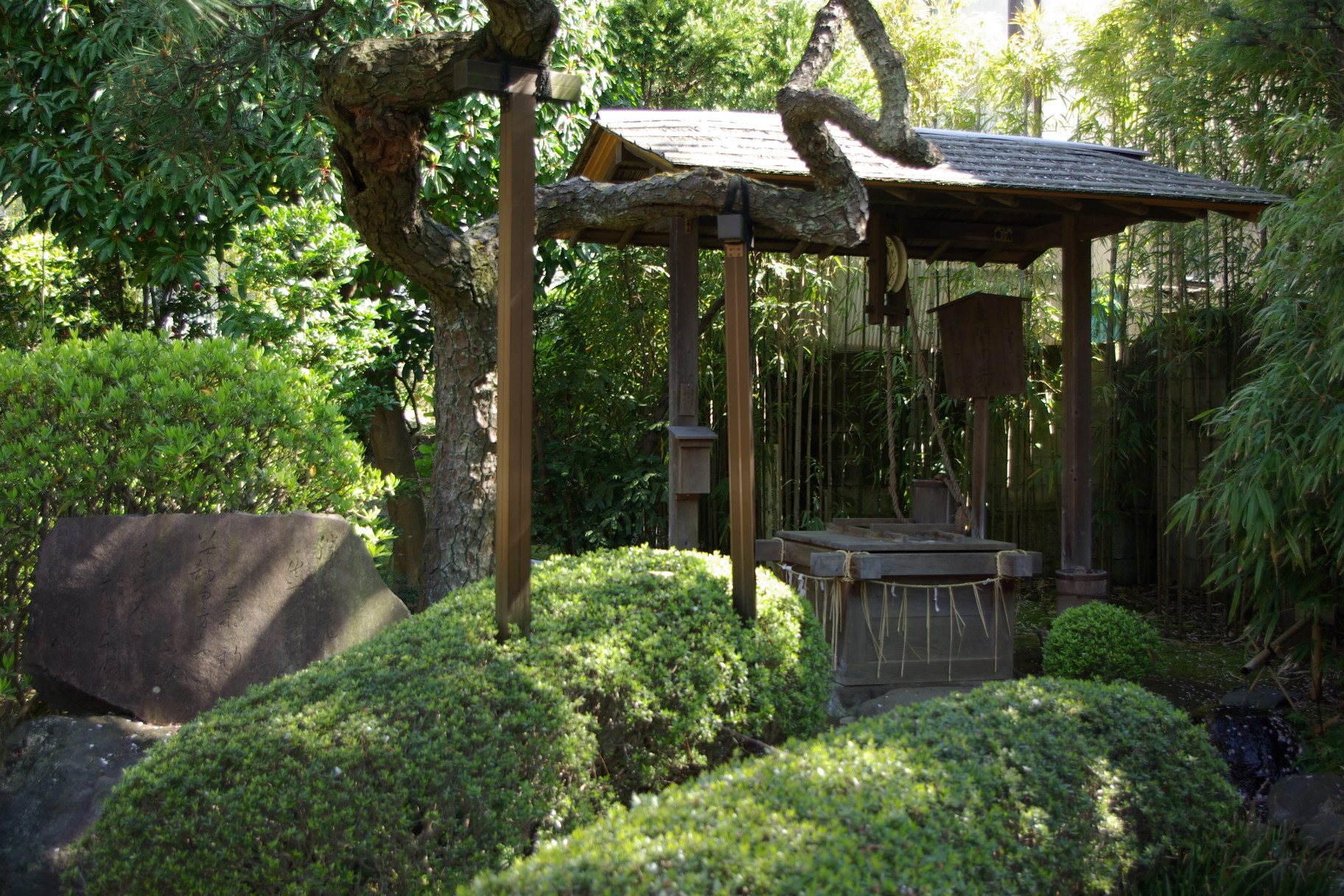
真間の井（亀井院境内、真間四丁目）。
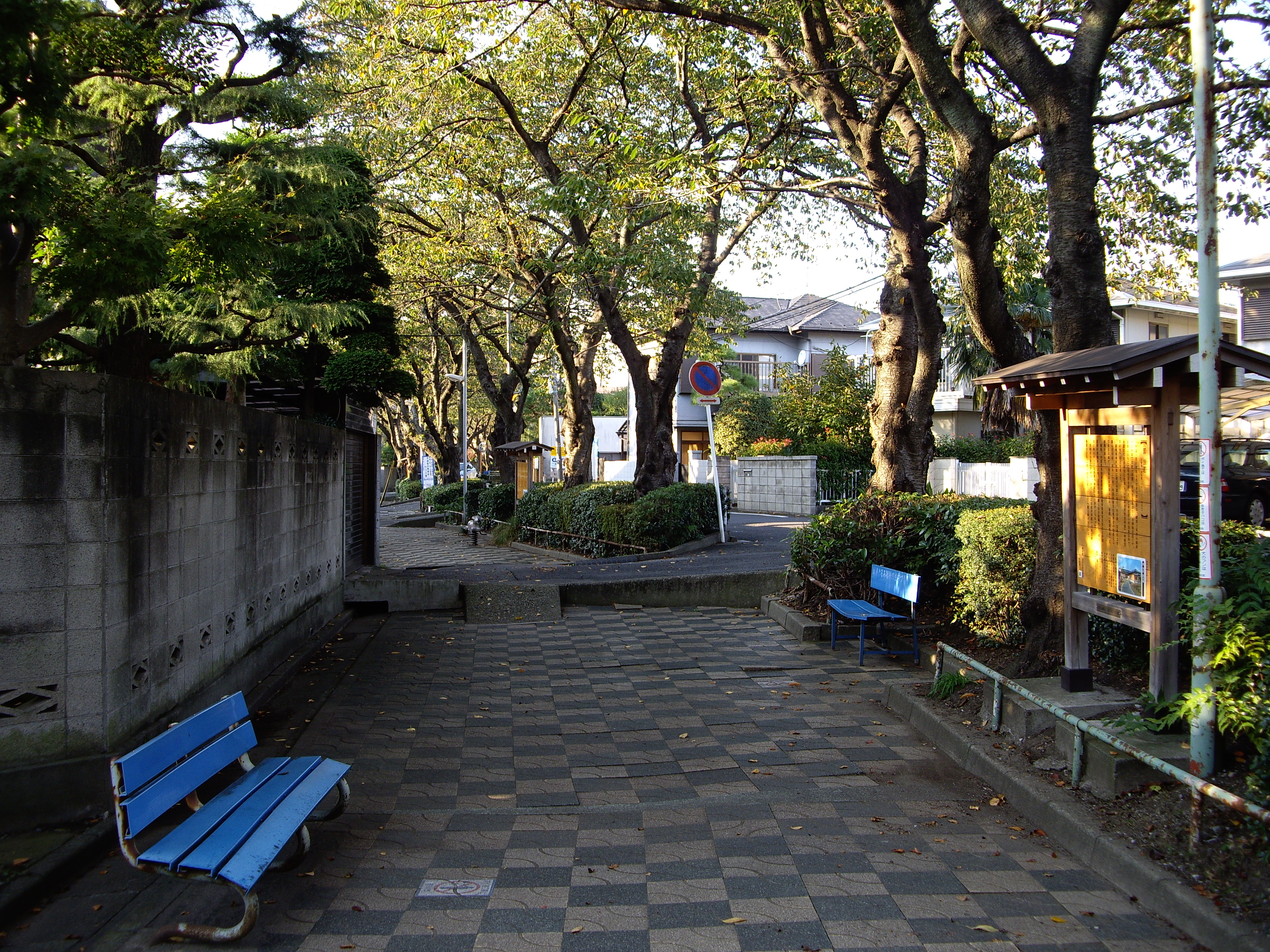
文学の散歩道（真間三丁目・菅野六丁目）。

## 出身・ゆかりのある人物
- 利光丈平（京成電気軌道常務取締役）
- 手児奈 - 真間に奈良時代以前に住んでいたとされる女性の名前。「手古奈」、「手児名」などとも表記する。